# She Said She Said
She Said, She Said é uma canção da banda de rock The Beatles, composta por John Lennon  e creditada como Lennon/McCartney, para o álbum Revolver de 1966. 
A música tem John Lennon no vocal, guitarra rítmica e órgão Hammond, George Harrison na guitarra solo, vocais de apoio e baixo, Ringo Starr na bateria e no shaker. Paul MacCartney não participou da gravação por ter discutido com John no estúdio e quem tocou o baixo foi George. A letra da música aparenta ser a descrição de uma conversa entre John Lennon e Peter Fonda, durante uma viagem de LSD. É curioso se ouvir os dois únicos beatles que estão falecidos cantar um refrão que diz "I know what is like to be dead" (Eu sei como é estar morto).
Segundo a revista Rolling Stone Brasil, essa música permite notar como Ringo Starr era um gênio discreto: "Seu estilo de bateria pouco ortodoxo, oscilante e culto rendeu à banda alguns dos momentos musicais mais memoráveis de todos os tempos. É um estilo quase impossível de replicar."

## Ficha Técnica[1]
- John Lennon: Vocal, guitarra rítmica, órgão Hammond
- George Harrison: Guitarra solo, baixo e vocal de apoio
- Ringo Starr: Bateria e shaker